# Beveren (Flandres Oriental)

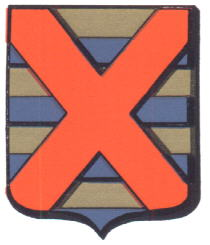
Brasão de Beveren

Beveren é um município localizado na província belga de Flandres Oriental. O município é constituído pelas vilas de Beveren, Doel, Haasdonk, Kallo, Kieldrecht, Melsele, Verrebroek e Vrasene. Em 1 de Janeiro de 2006, o município de Beveren tinha uma população de 45.705 habitantes, uma área total de 150,18 km² e uma consequente densidade populacional de 304 habitantes/km².
O porto de Waasland (em: neerlandês: Waaslandhaven) fica localizado em Beveren, na margem esquerda do rio Escalda, em frente do porto de Antuérpia, situado na margem direitra do referido rio.

## História

### Da época romana à Idade Média
Na época romana, a área de Beveren ficava à beira do mar e era fortemente influenciada pelas marés. Os habitantes mais antigos erigiram primitivos diques que foram mais tarde reforçados pelas comunidades religiosas que cresceram na região. As invasões normandas no século IX levaram os condes da Flandres e os seus vassalos locais para defender a terra cada vez mais. Entre essa nobreza local há a destacar os lordes de Beveren, cujo território foi eventualmente cedido a Luís I de Flandres em 1334. Beveren tornou-se dessa forma o mais antigo centro da região de Waasland - a área nordeste do histórico condado de Flandres - tornando-se durante mais que dois séculos na glória da Flandres e da Borgonha.

### De 1570 à actualidade
Em 1570, uma maré catastrófica inundou a área. Devido a rezões estratégicas ficou sobre a protecção de Antuérpia, as autoridade locais decidiram desmantelar os diques existentes. Cinco anos depois, os direitos do território foram vendidos. As área mais próximas ao rio Escalda foram compradas por um mercador de Antuérpia e o resto foi para o duque de Aarschot. Esta situação manteve-se até à Revolução Francesa, quando o território foi subdividido em comunas. Do século XVII adiante, o território foi lentamente conquistado ao mar, até 1846, quando a última parcela de terra foi drenada.
Em 1 de Fevereiro de 1953, uma terrível tempestade destruiu os diques, causando a destruição de centenas de casas. Na década de 1960 e na década de 1970, a expansão do porto de Antuérpia recebeu o território de Kallo. A aldeia de Doel viu a sua população reduzida de 900 habitantes para apenas os a(c)tuais 250 por causa da expansão do porto de Antuérpia. Vastas instalações industriais surgiram na sua esteira, incluindo uma central nuclear que permitiu ao município de Beveren reduzir as taxas municipais aos seus habitantes. A abertura do Liefkenshoek um túnel de carros debaixo do rio Escalda em 1991 permitiu o acesso mais rápido ao lado esquerdo do referido rio. Apesar destes desenvolvimentos, Beveren conseguiu manter intactas as áreas verdes , oferecendo paisagens pitorescas aos seus visitantes.

## Monumentos
- No município de Beveren situam-se dois castelos. O castelo de Cortewale (século XV) rodeado de água e o castelo Hof Ter Saksen (século XVIII) que fica na antiga estrada medieval entre Ghent e Antuérpia. Este último castelo caiu em ruínas na segunda metade do século XX e foi abandonado. Contudo, nos último fizeram-se obras de restauro dando ao castelo a antiga glória.

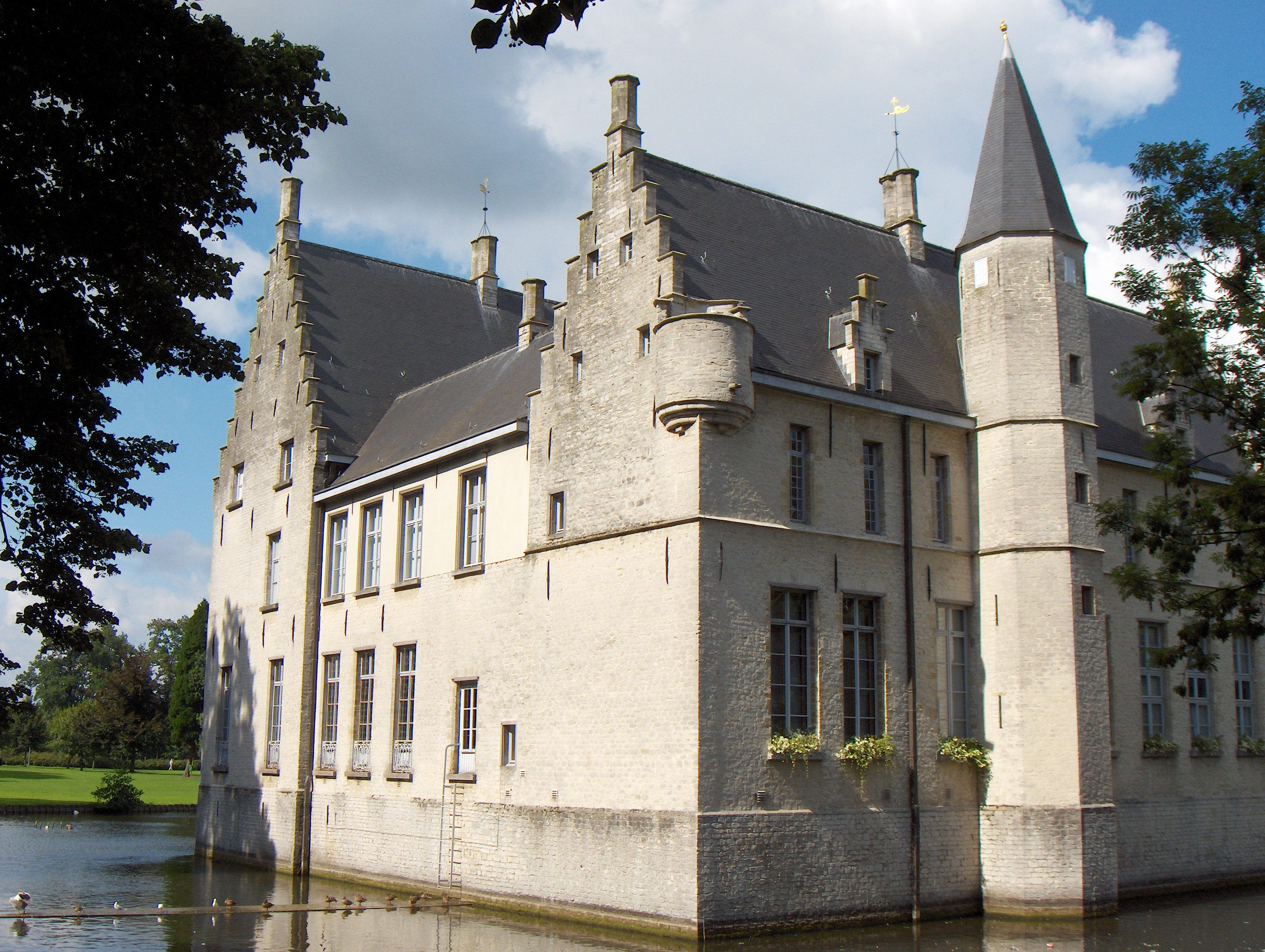
Castelo de Cortewalle.

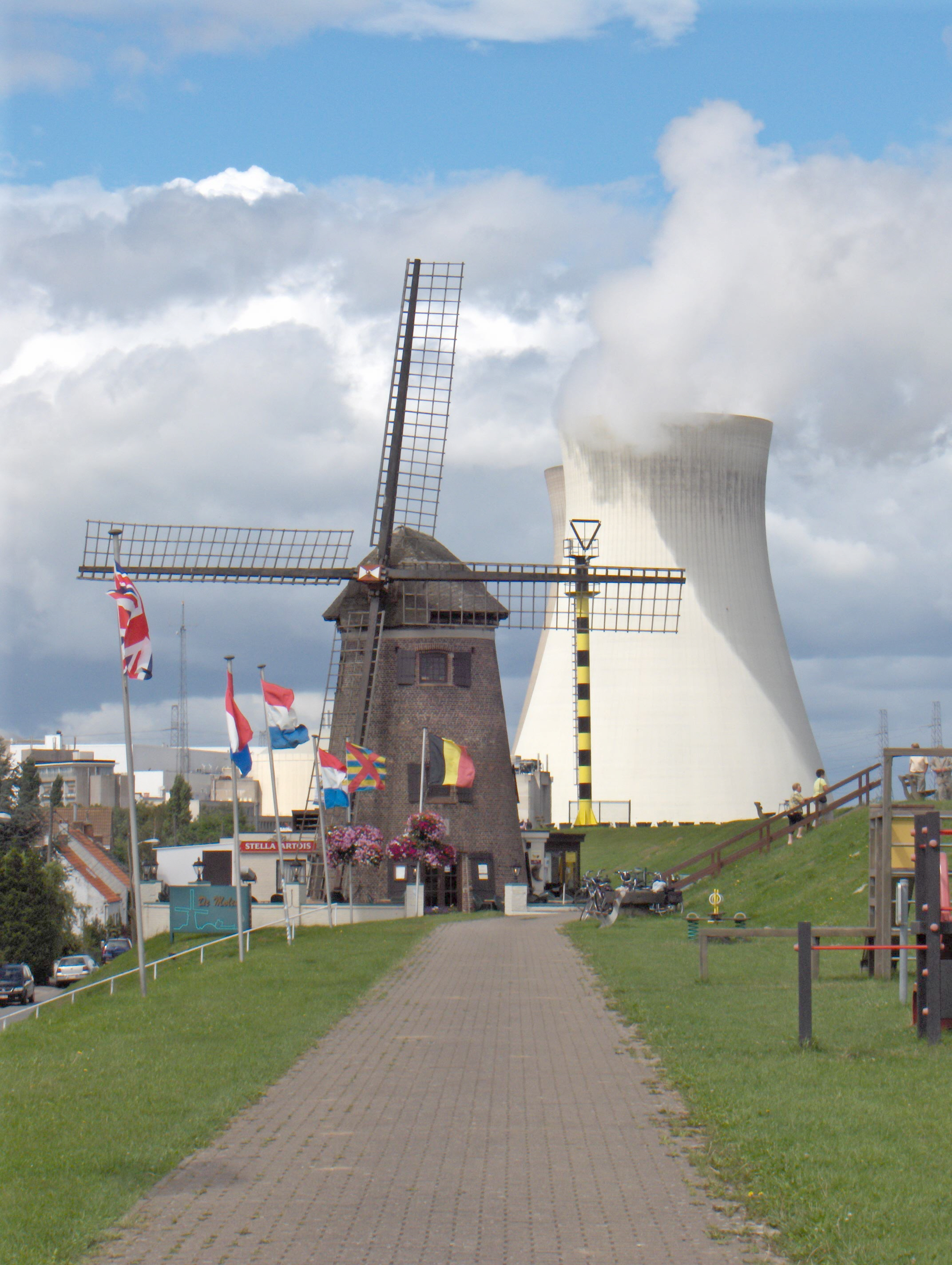
Moinho de vento e central nuclear, em Doel.

- O forte Haasdonk foi construído antes da I Guerra Mundial para prote(c)ção de Antuérpia. Ainda se podem ver bunkers na sua proximidade.

- Beveren tem conservado várias casas antigas, casa de campo, capelas e igrejas.
- A aldeia de Doel possui o mais antigo moinho de vento da Flandres.
- Os polders do norte de Beveren oferecem uma paisagem única, reminiscência do sul dos Países Baixos.
- O Freethiel, é um estádio multi-usos constituído por dez campos de futebol.

## Folclore
Como em muitas outras cidades e vilas belgas, Beveren tem uma colecção de gigantones que participam na maioria das festividades locais. Os dois mais antigos foram baptizadas em 1954.

## Habitantes famosos
- Wilfried Van Moer, antigo futebolista (nascido em 1945)
- Kathleen Smet, atleta de triatlo (n. 1970)
- Dominique Cornu, ciclista, n. 1985.
- Julie Gold, nadadora britânica, n. 1989

## Desporto
O principal clube desportivo é o K.S.V. Beveren.